# باشگاه فوتبال سپاهان در فصل ۰۳–۱۴۰۲
فصل ۰۳–۱۴۰۲، بیست و سومین فصل حضور باشگاه سپاهان در لیگ برتر خلیج فارس است. سپاهان در رقابت‌های این فصل علاوه بر لیگ داخلی در جام حذفی و لیگ قهرمانان آسیا نیز شرکت کرد.

## کادر فنی
تا تاریخ ۱۵ تیر ۱۴۰۲
| پست              | نام           |
| ---------------- | ------------- |
| سرمربی           | ژوزه مورایس   |
| مربی             | هوگو آلمیدا   |
| مربی             | روی باندیرا   |
| مربی دروازه‌بان‌ها | پائول سانتوس  |
| مربی بدنساز      | جوآو چونا     |
| دکتر             | عباسعلی ربیعی |

## بازیکنان

### بازیکنان اصلی
| دروازه‌بان |             |                   |              |             |
| ش.        | م.          | نام               | تیم قبلی     | توضیحات     |
| ۱         | ایران       | پیام نیازمند      | پورتیموننزه  |             |
| ۴۴        | ایران       | نیما میرزا زاد    | نساجی        |             |
| ۲۲        | ایران       | محمدصادق صالحی    | آکادمی       | زیر ۲۱ سال  |
| مدافع     |             |                   |              |             |
| ۵۸        | ایران       | محمد دانشگر       | استقلال      |             |
| ۲         | ایران       | هادی محمدی        | تراکتور      |             |
| ۹۹        | ایران       | سیاوش یزدانی      | استقلال      |             |
| ۱۹        | ایران       | امید نورافکن      | شارلوا       |             |
| ۱۸        | ایران       | میلاد زکی‌پور      | گل‌گهر        |             |
| ۷۷        | ایران       | علی احمدی         | آکادمی       | زیر ۲۱ سال  |
| ۹         | ایران       | رامین رضاییان     | پرسپولیس     |             |
| ۱۴        | ایران       | آریا یوسفی        | آکادمی       |             |
| هافبک     |             |                   |              |             |
| ۸         | ایران       | محمد کریمی        | خونه به خونه | کاپیتان اول |
| ۶         | بورکینافاسو | برایان دابو       | آریس         |             |
| ۸۶        | ایران       | محمدجواد حسین‌نژاد | آکادمی       | زیر ۲۱ سال  |
| ۸۰        | ایران       | ارشیا سرشوق       | آکادمی       | زیر ۲۱ سال  |
| ۸۱        | ایران       | رضا شکاری         | گل‌گهر        |             |
| ۹۰        | ایران       | احسان پهلوان      | فولاد        |             |
| ۱۰        | ایران       | فرشاد احمدزاده    | فولاد        |             |
| ۱۷        | ایران       | اسماعیل قلی‌زاده   | آکادمی       | زیر ۲۱ سال  |
| ۳۳        | غنا         | عیسی عباس         | شاوش         |             |
| ۴۷        | ایران       | علی‌اصغر اعرابی    | شمس‌آذر       |             |
| ۵         | ایران       | رضا اسدی          | تراکتور      |             |
| مهاجم     |             |                   |              |             |
| ۷۰        | ایران       | شهریار مغانلو     | پرسپولیس     |             |
| ۱۱        | ایران       | کاوه رضایی        | تراکتور      |             |

### بازیکنان ملی‌پوش
تا تاریخ ۳۰ آبان ۱۴۰۲
اطلاعات بازیکنان فقط مخصوص بازی در تیم ملی هست و ربطی به پست یا شماره بازیکن در تیم سپاهان ندارد.
| شماره | پست       | نام               | سن | تعداد بازی | تعداد گل | تاریخ عضویت |
| ----- | --------- | ----------------- | -- | ---------- | -------- | ----------- |
| ۱۲    | دروازه‌بان | پیام نیازمند      | ۲۸ | ۶          | ۰        | ۱۳۹۹        |
| ۲۴    | مدافع     | محمد دانشگر       | ۲۹ | ۲          | ۰        | ۱۴۰۲        |
| ۱۳    | مدافع     | سیاوش یزدانی      | ۳۱ | ۱          | ۰        | ۱۴۰۱        |
| ۱۸    | مدافع     | امید نورافکن      | ۲۶ | ۱۷         | ۰        | ۱۳۹۷        |
| ۲۵    | مدافع     | میلاد زکی‌پور      | ۲۸ | ۱          | ۰        | ۱۴۰۲        |
| ۲۳    | مدافع     | رامین رضاییان     | ۳۳ | ۵۷         | ۵        | ۱۳۹۴        |
| ۵     | هافبک     | محمد کریمی        | ۲۷ | ۱          | ۰        | ۱۴۰۲        |
| ۶     | هافبک     | برایان دابو       | ۳۱ | ۱۸         | ۲        | ۱۳۹۷        |
| ۱۷    | هافبک     | محمدجواد حسین‌نژاد | ۲۰ | ۲          | ۰        | ۱۴۰۲        |
|       | هافبک     | احسان پهلوان      | ۳۰ | ۱          | ۰        | ۱۳۹۶        |
| ۲۰    | مهاجم     | شهریار مغانلو     | ۲۹ | ۴          | ۱        | ۱۴۰۲        |
| ۱۱    | هافبک     | رضا اسدی          | ۲۸ | ۵          | ۱        | ۱۴۰۲        |
| ۲۴    | مهاجم     | کاوه رضایی        | ۳۱ | ۱۷         | ۴        | ۱۳۹۴        |

### بازیکنان خارجی
تا تاریخ ۱۵ فروردین ۱۴۰۳
| شماره | پست   | نام           | سن | از تیم        | نوع انتقال | تاریخ عضویت |
| ----- | ----- | ------------- | -- | ------------- | ---------- | ----------- |
| ۹۱    | مدافع | نیلسون جونیور | ۳۲ | سامپایو کوریا | دائم       | ۱۴۰۱        |
| ۶     | هافبک | برایان دابو   | ۳۱ | آریس          | دائم       | ۱۴۰۲        |
| ۳۳    | هافبک | عیسی عباس     | ۲۵ | شاوش          | قرضی       | ۱۴۰۲        |

## آمار

### گلزنان
| رتبه                     | ش.    | ملیت  | پست   | نام بازیکن        | لیگ | حذفی | آسیا | مجموع |
| ------------------------ | ----- | ----- | ----- | ----------------- | --- | ---- | ---- | ----- |
| ۱                        | ۷۰    | ایران | FW    | شهریار مغانلو     | ۱۶  | ۲    | ۱    | ۱۹    |
| ۲                        | ۹     | ایران | RB    | رامین رضاییان     | ۸   | ۱    | ۵    | ۱۴    |
| ۳                        | ۵     | ایران | AM    | رضا اسدی          | ۱۰  | ۱    | ۲    | ۱۳    |
| ۴                        | ۱۱    | ایران | FW    | کاوه رضایی        | ۵   | ۱    |      | ۶     |
| ۵                        | ۱۰    | ایران | RW    | فرشاد احمدزاده    | ۲   | ۱    | ۳    | ۶     |
| ۶                        | ۸۱    | ایران | LW    | رضا شکاری         | ۴   | ۱    |      | ۵     |
| ۷                        | ۱۴    | ایران | RB    | آریا یوسفی        | ۴   |      |      | ۴     |
| ۸                        | ۷     | ایران | FW    | عیسی آل کثیر      | ۲   |      | ۲    | ۴     |
| ۹                        | ۵۸    | ایران | CB    | محمد دانشگر       | ۱   |      | ۱    | ۲     |
| ۱۰                       | ۲     | ایران | CB    | هادی محمدی        |     | ۲    |      | ۲     |
| ۱۱                       | ۸۶    | ایران | AM    | محمدجواد حسین‌نژاد |     |      | ۲    | ۲     |
| ۱۲                       | ۶۶    | ایران | DM    | محمد قربانی       |     |      | ۲    | ۲     |
| ۱۳                       | ۴۷    | ایران | LW    | علی‌اصغر اعرابی    | ۱   |      |      | ۱     |
| ۱۴                       | ۱۹    | ایران | CM    | امید نورافکن      |     | ۱    |      | ۱     |
| گل به خودی               |       |       |       |                   |     |      |      |       |
| مجموع                    | مجموع | مجموع | مجموع | مجموع             | ۵۳  | ۱۰   | ۱۸   | ۸۱    |
| بروزرسانی: ۳۱ خرداد ۱۴۰۳ |       |       |       |                   |     |      |      |       |

### پاسورها
| رتبه                     | ش.    | ملیت        | پست   | نام بازیکن        | لیگ | حذفی | آسیا | مجموع |
| ------------------------ | ----- | ----------- | ----- | ----------------- | --- | ---- | ---- | ----- |
| ۱                        | ۹     | ایران       | RB    | رامین رضاییان     | ۶   | ۴    | ۲    | ۱۲    |
| ۲                        | ۸۶    | ایران       | AM    | محمدجواد حسین‌نژاد | ۴   |      | ۱    | ۵     |
| ۳                        | ۱۴    | ایران       | RB    | آریا یوسفی        | ۴   |      | ۱    | ۵     |
| ۴                        | ۱۰    | ایران       | AM    | فرشاد احمدزاده    | ۴   |      | ۱    | ۵     |
| ۵                        | ۱۸    | ایران       | LB    | میلاد زکی‌پور      | ۲   | ۱    | ۲    | ۵     |
| ۶                        | ۱۱    | ایران       | FW    | کاوه رضایی        | ۴   |      |      | ۴     |
| ۷                        | ۵     | ایران       | AM    | رضا اسدی          | ۳   |      | ۱    | ۴     |
| ۸                        | ۷۰    | ایران       | FW    | شهریار مغانلو     | ۳   |      |      | ۳     |
| ۹                        | ۸     | ایران       | CM    | محمد کریمی        | ۲   |      | ۱    | ۳     |
| ۱۰                       | ۴۷    | ایران       | LW    | علی‌اصغر اعرابی    | ۲   | ۱    |      | ۳     |
| ۱۱                       | ۵۸    | ایران       | CB    | محمد دانشگر       | ۱   |      | ۲    | ۳     |
| ۱۲                       | ۶     | بورکینافاسو | CM    | برایان دابو       | ۲   |      |      | ۲     |
| ۱۳                       | ۸۱    | ایران       | LW    | رضا شکاری         | ۲   |      |      | ۲     |
| ۱۴                       | ۱۹    | ایران       | CM    | امید نورافکن      | ۱   | ۱    |      | ۲     |
| ۱۵                       | ۷     | ایران       | FW    | عیسی آل کثیر      | ۱   |      | ۱    | ۲     |
| ۱۶                       | ۶۶    | ایران       | DM    | محمد قربانی       | ۱   |      |      | ۱     |
| ۱۷                       | ۹۱    | برزیل       | CM    | نیلسون جونیور     |     |      | ۱    | ۱     |
| ۱۸                       | ۲۷    | ایران       | LW    | احسان پهلوان      |     |      | ۱    | ۱     |
| مجموع                    | مجموع | مجموع       | مجموع | مجموع             | ۴۲  | ۷    | ۱۴   | ۶۳    |
| بروزرسانی: ۳۱ خرداد ۱۴۰۳ |       |             |       |                   |     |      |      |       |